# Sörmjöle
Sörmjöle är en tätort i Umeå kommun, belägen vid Norrlandskusten vid E4 drygt 2 mil söder om Umeå. Botniabanan passerar samhället, dock utan station.
För 15 000 år sedan låg dagens Sörmjöle under kilometertjock is. Under de kommande millennierna blev klimatet gradvis mildare och isen smälte. Omkring 7 600 år före Kristus hade isen smält så pass att glaciärens kant låg vid Sörmjöle-trakten. Åtminstone från mitten av bronsåldern lär människor ha befolkat bygden, vilket stenrösena i Åheden vittnar om.
Genom byn flyter vattendraget Sörmjöleån.

## Befolkningsutveckling
| Befolkningsutvecklingen i Sörmjöle 1975–2023 | Befolkningsutvecklingen i Sörmjöle 1975–2023 | Befolkningsutvecklingen i Sörmjöle 1975–2023 | Befolkningsutvecklingen i Sörmjöle 1975–2023 | Befolkningsutvecklingen i Sörmjöle 1975–2023 |
| -------------------------------------------- | -------------------------------------------- | -------------------------------------------- | -------------------------------------------- | -------------------------------------------- |
|                                              |                                              |                                              |                                              |                                              |
| År                                           |                                              |                                              | Folkmängd                                    | Areal (ha)                                   |
| 1975                                         | 1975                                         |                                              | 211                                          |                                              |
| 1980                                         | 1980                                         |                                              | 212                                          |                                              |
| 1990                                         | 1990                                         |                                              | 263                                          | 35                                           |
| 1995                                         | 1995                                         |                                              | 243                                          | 24                                           |
| 2000                                         | 2000                                         |                                              | 255                                          | 26                                           |
| 2005                                         | 2005                                         |                                              | 231                                          | 26                                           |
| 2010                                         | 2010                                         |                                              | 212                                          | 26                                           |
| 2015                                         | 2015                                         |                                              | 307                                          | 69                                           |
| 2020                                         | 2020                                         |                                              | 300                                          | 64                                           |
| 2023                                         | 2023                                         |                                              | 309                                          | 63                                           |
| Anm.: Ny tätort 1975                         |                                              |                                              |                                              |                                              |

## Idrotts- och föreningsliv
Orten har ett fotbollslag, Sörmjöle IK, på herrsidan som spelar 2024 i Division 4 Västerbotten.
Under 1900-talet bildades en rad föreningar i byn, bland annat Sörmjöle arbetarkommun (1943), Sörmjöle idrottsklubb (1948), Sörmjöle vägbelysningsförening (1954) och Sörmjöle bygdegårdsförening (1986). Idrottsföreningen blev medlem i Sveriges Riksidrottsförbund 1955 och har haft verksamheter inom fotboll, ishockey, friidrott, orientering och bordtennis.